# Brett Dean
Brett Dean (Brisbane, 23 ottobre 1961) è un direttore d'orchestra, violista e compositore australiano contemporaneo.

## Biografia
Brett Dean è nato, cresciuto ed ha studiato a Brisbane. Ha iniziato a studiare violino all'età di otto anni e in seguito ha studiato viola con Elizabeth Morgan e John Curro al Queensland Conservatorium, dove si è laureato nel 1982 con la Medaglia del Conservatorium per il miglior studente dell'anno. Nel 1981 è stato vincitore del premio ABC Symphony Australia Young Performers Awards. Dal 1985 al 1999 Dean è stato violista nei Berliner Philharmoniker. Nel 2000 ha deciso di intraprendere la carriera di artista freelance ed è tornato in Australia, dove i suoi numerosi incarichi hanno incluso la curatela di programmi di musica classica con il Sydney Festival (2005) e il Melbourne Festival (2009). Come compositore e musicista, è regolarmente invitato su molti palcoscenici di concerti professionali in tutto il mondo. È compositore residente nella stagione 2016/17 della National Symphony Orchestra di Taiwan. È stato Direttore Creativo nella stagione 2017/2018 per la Tonhalle Orchester Zürich.
Dean è stato direttore artistico dell'Australian National Academy of Music a Melbourne fino a giugno 2010, quando suo fratello Paul assunse l'incarico.
La Melbourne Symphony Orchestra ha celebrato il cinquantesimo compleanno di Dean e il suo contributo alla musica come compositore, interprete e insegnante, nel suo Festival di Metropolis del 2011.
È sposato con l'artista visiva australiana Heather Betts e sua figlia è il mezzosoprano australiano Lotte Betts-Dean.
Il 5 marzo 2020 è stato confermato che Dean è stato ricoverato in ospedale ad Adelaide per la malattia COVID-19.

## Onorificenze
Il concerto per clarinetto di Dean Ariel's Music ha vinto un premio dall'UNESCO International Rostrum of Composers nel 1995. Winter Songs per tenore e quintetto di fiati ha ricevuto il Paul Lowin Song Cycle Prize nel 2001; Moments of Bliss per orchestra è stato nominato Miglior Composizione agli Australian Classical Music Awards nel 2005. Nel 2002-2003 Dean è stato artista residente con la Melbourne Symphony Orchestra e compositore residente al Cheltenham Festival. Nel 2007-2008 diventa artista residente dell'Orchestra Sinfonica di Radio Stoccarda.
Il 21 giugno 2007 gli è stato conferito un dottorato onorario dalla Griffith University di Brisbane. Il 1º dicembre 2008 gli è stato conferito il premio Grawemeyer per la composizione musicale dell'University of Louisville 2009 per il suo concerto per violino, The Lost Art of Letter Writing. Nel settembre 2011 è stato compositore residente al Trondheim Chamber Music Festival.

### Premi APRA (Australia)
Gli APRA Awards vengono presentati ogni anno dal 1982 dall'Australasian Performing Right Association (APRA).
| 2005 | Moments of Bliss (Brett Dean) | Best Composition by an Australian Composer    | Vincitore/trice |
| 2005 | Eclipse (Brett Dean) – Artemis Quartet | Best Performance of an Australian Composition | Candidato/a     |
| 2005 | Moments of Bliss (Brett Dean) – Melbourne Symphony Orchestra | Best Performance of an Australian Composition | Candidato/a     |
| 2007 | Viola Concerto (Brett Dean) | Best Composition by an Australian Composer    | Candidato/a     |
| 2008 | The Lost Art of Letter Writing (Brett Dean) – Frank Peter Zimmermann (violinista), Munich Philharmonic, Jonathan Nott (direttore)                               | Best Performance of an Australian Composition | Candidato/a     |
| 2012 | Sextet (Brett Dean) – Australia Ensemble | Work of the Year – Instrumental               | Vincitore/trice |
| 2013 | Fire Music (Brett Dean) – Adelaide Symphony Orchestra, Brett Dean (direttore)                                                                                   | Work of the Year – Orchestral                 | Vincitore/trice |
| 2014 | The Last Days of Socrates (Brett Dean, Graeme Ellis [text]) – Peter Coleman-Wright (solista), Melbourne Symphony Orchestra and Chorus, Simone Young (direttore) | Work of the Year – Orchestral                 | Candidato/a     |
| 2014 | The Last Days of Socrates (Brett Dean, Graeme Ellis [text]) – Peter Coleman-Wright (solista), Melbourne Symphony Orchestra and Chorus, Simone Young (direttore) | Performance of the Year                       | Vincitore/trice |
| 2015 | Dramatis Personae – Musica per tromba ed orchestra (Brett Dean) – Håkan Hardenberger (solista), Brett Dean (direttore), Sydney Symphony Orchestra               | Orchestral Work of the Year                   | Vincitore/trice |

### Premio musicale Don Banks
Il Don Banks Music Award è stato istituito nel 1984 per onorare pubblicamente un artista senior di alto livello che ha dato un contributo eccezionale e sostenuto alla musica in Australia. È stato fondato dall'Australia Council in onore di Don Banks, compositore, interprete australiano e primo presidente del suo comitato musicale.
| 2016 | Brett Dean | Don Banks Music Award | Vincitore/trice |

## Opere

### Generale
Dean ha iniziato a comporre nel 1988 concentrandosi inizialmente su progetti radiofonici e cinematografici sperimentali, nonché su performance improvvisative. Da allora ha creato numerose composizioni, principalmente musica orchestrale o da camera, nonché concerti per diversi strumenti solisti. Il suo lavoro di maggior successo è Carlo, per archi, campionatore e nastro, ispirato alla musica di Carlo Gesualdo. Il 7 settembre 2008 la sua opera Polysomnography per quintetto di fiati e pianoforte è stata eseguita in anteprima assoluta al Festival di Lucerna; il 2 ottobre 2008 Simon Rattle ha diretto la prima esecuzione del ciclo di canti orchestrali Songs of Joy a Filadelfia. La sua prima opera, Bliss, basata sul romanzo di Peter Carey, è stata presentata per la prima volta all'Opera Australia nel 2010.
Lo stile compositivo di Dean è noto per la creazione di paesaggi sonori dinamici e per il trattamento di singole parti strumentali con ritmi complessi. Egli da forma agli estremi musicali, dalle violente esplosioni fino all'inudibilità. Le moderne tecniche di esecuzione sono caratteristiche del suo stile quanto un'elaborata partitura di percussioni, spesso arricchita con oggetti della vita di tutti i giorni. Gran parte del lavoro di Dean attinge da stimoli letterari, politici o visuali, trasportando un messaggio non musicale. I problemi ambientali sono oggetto di Water Music e Pastoral Symphony, mentre Vexations and Devotions si occupa delle assurdità di una società moderna ossessionata dall'informazione.
Nell'aprile 2013 The Last Days of Socrates è stato presentato in anteprima dalla Berliner Philharmoniker. Il lavoro per basso-baritono, coro e orchestra è stato una commissione congiunta del Rundfunkchor Berlin, della Los Angeles Philharmonic e della Melbourne Symphony Orchestra.
Nell'agosto 2014 Electric Prelude è stato presentato in anteprima durante i BBC Proms 2014 ed è stato diretto da Sakari Oramo.

### Lista delle composizioni

#### Teatro
- One of a Kind – Balletto in tre atti per violoncello solo e nastro (1998)
- Bliss – Opera (2010)
- Hamlet – Opera in due atti (2013–16)

#### Orchestra
- Carlo – Musica per archi, campionatore e nastro (1997)
- Beggars and Angels Musica per orchestra (1999)
- Amphitheatre – Scene per orchestra (2000)
- Etüdenfest per orchestra d'archi con pianoforte fuori scena (2000)
- Game over per solisti strumentali, orchestra d'archi ed elettronica (2000)
- Pastoral Symphony per orchestra da camera (2000)
- Dispersal per orchestra (2001)
- Shadow Music per piccola orchestra (2002)
- Between Moments – Musica per orchestra, in memoria di Cameron Retchford (2003)
- Ceremonial per orchestra (2003)
- Moments of Bliss per orchestra (2004)
- Parteitag – Music per gruppi orchestrali e video (2004/05)
- Short Stories – Cinque intermezzi per orchestra d'archi (2005)
- Komarov's Fall per orchestra (2005/06)
- Testament – Music per orchestra, dopo la versione per 12 viole (2008)
- Electric Prelude (2014)[25]

#### Concerti
- Ariel's Music per clarinetto e orchestra (1995)
- Viola Concerto (2004)
- Water Music per quartetto di sassofoni e orchestra da camera (2004)
- The Lost Art of Letter Writing per violino e orchestra (2006) – Vincitore del premio Grawemeyer 2009 per la composizione musicale.[9] Scritto per Frank Peter Zimmermann e interpretato da lui nel 2007. I quattro movimenti del concerto sono preceduti da quattro lettere del XIX secolo, scritte da Johannes Brahms (una lettera d'amore a Clara Schumann[10]), Vincent van Gogh, Hugo Wolf e Ned Kelly, un bushranger australiano.[26] La musica di Brahms e Wolf è citata rispettivamente nel primo e nel terzo movimento. Il tempo di riproduzione del concerto è di circa 34 minuti.
- The Siduri Dances per flauto solo e orchestra d'archi (2007)
- Dramatis personae per tromba e orchestra (2013)
- Cello Concerto (2018)
- The Players (2018/19) per fisarmonica e orchestra
- Gneixendorf Music – A Winter Journey per pianoforte e orchestra (2020)

#### Musica da camera
- Fledermaus-Overture di Johann Strauss II, arr. per ottetto (1988)
- Wendezeit (Homage to F.C.) per 5 viole (1988)
- some birthday... per 2 viole e violoncello (1992)
- Night Window – Musica per clarinetto, viola e pianoforte (1993)
- Till Eulenspiegels lustige Streiche di Richard Strauss, arr. per ottetto (1995)
- Twelve Angry Men per 12 violoncelli (1996; ispirato al film 12 Angry Men di Sidney Lumet del 1957)
- Voices of Angels per archi e pianoforte (1996)
- Intimate Decisions per viola sola (1996)
- Night's Journey per 4 tromboni (1997)
- One of a Kind per viola e nastro (1998, 2012)
- Three Pieces for Eight Horns (1998)
- hundreds and thousands per nastro (1999)
- Huntington Eulogy per violoncello e pianoforte (2001)
- Testament per 12 viole (2002)
- Eclipse per quartetto d'archi (2003)
- Three Caprichos after Goya per chitarra solista (2003)
- Equality per pianoforte (con parte parlata) (2004)
- Demons per flauto solo (2004)
- Prayer per pianoforte (con parte parlata) (2005)
- Recollections per ensemble (2006)
- Polysomnography – Musica per pianoforte e quartetto di fiati (2007)
- Epitaph per quintetto d'archi (quintetto per viole) (2010)
- Skizzen für Siegbert (Schizzi per Siegbert) per viola solista (2011)
- Electric Preludes per violino elettrico ed ensemble (settembre 2012)
- Rooms of Elsinore per viola e pianoforte (2016)

#### Coro
- Bell and Anti-Bell (da Parables, Lullabies and Secrets) per coro di bambini e piccola orchestra (2001)
- Katz und Spatz per coro misto a otto parti (2002)
- Tracks and Traces : Four Songs for children's choir su testi degli australiani indigeni (2002)
- Vexations and Devotions per cori e grande orchestra (2005)
- Now Comes the Dawn per coro misto (2007)
- Carlo Version per archi e voci dal vivo (2011)
- Concedas, Domine (una grazia) per coro SATB (2011)
- The Annunciation per coro e ensemble (2012)
- The last days of Socrates per basso-baritono, coro SATB e orchestra (2013)

#### Voce
- Winter Songs per tenore e quintetto di fiati (2000)
- Buy Now, Pay Later! di Tim Freedman, arr. per voce e ensemble (2002)
- Sparge la morte per violoncello solo, accompagnamento vocale e nastro (2006)
- Poems and Prayers per mezzosoprano e pianoforte (2006)
- Wolf-Lieder per soprano e ensemble (2006)
- Songs of Joy (da Bliss) per baritono e orchestra (2008)